# Heldagergård
Heldagergård er en gammel gård, der nævnes første gang i 1314 og kom senere ind under Hvidkilde gods, som en avlsgård. Gården ligger i Tved Sogn, Sunds Herred, Svendborg Amt, Svendborg Kommune. Den blev tidligere kaldt Haldager.
Heldagergård Gods er på 365 hektar med Edelsminde, Brændeskovgård og Teglværksgården

## Ejere af Heldagergård
- (før 1314) Tyge Vindsen
- (1314-1536) Kronen
- (1536-1781) Forskellige Ejere
- (1781-1804) Poul Abraham Lehn
- (1804) Sophie Amalie Lehn gift Rantzau
- (1804-1806) Hans Rantzau-Lehn
- (1806-1834) Sophie Amalie Lehn gift Rantzau
- (1834) Pauline Christine Hansdatter Rantzau-Lehn gift Holsten
- (1834-1860) Frederik Christian Holsten-Charisius-Lehn
- (1860) Christiane Henriette Barner-Kaas-Lehn gift Rosenørn
- (1860-1892) Otto Ditlev Rosenørn-Lehn
- (1892-1904) Erik Christian Hartvig Rosenørn-Lehn
- (1904) Anna Christiane Adelheid Eriksdatter Rosenørn-Lehn gift Ahlefeldt-Laurvig
- (1904-1909) Frederik Ludvig Vilhelm Ahlefeldt-Laurvig-Lehn
- (1909-1910) Anna Christiane Adelheid Eriksdatter Rosenørn-Lehn gift Ahlefeldt-Laurvig
- (1910-1925) Christian Erik Julius greve Ahlefeldt-Laurvig-Lehn
- (1925-1965) Enke Fru Sophie Larsen
- (1965-1994) Heldagergård ApS
- (1994-2008) Steen Græsted Larsen
- (2008-2011) Niels Erik Petterson
- (2011-) Christian Torben greve Ahlefeldt-Laurvig-Lehn